# Allium lemmonii
Allium lemmonii — вид рослин з родини амарилісових (Amaryllidaceae); ендемік західних США.

## Опис
Цибулин 1–5 +, не згущені на кремезному первинному кореневищі, яйцюваті, 1.5–2.2 × 1–2 см; зовнішні оболонки коричневі, огортають 1 або більше цибулин; внутрішні — від білих до світло-коричневих. Листків 2, плоскі, 8–30 см × 3–5 мм, краї цілі. Стеблина одиночна, прямовисна, сплющена, вузькокрила, 15–20 см × 1–4 мм. Зонтик від компактного до ± щільного, 10–40-квітковий, півсферичний, цибулинки невідомі. Квітки дзвінчасті, 6–9 мм; листочки оцвітини від рожевих до білуватих, ланцетно-яйцюваті, ± рівні, стають ± жорсткими в плодах, краї цілі, верхівка від гострої до загостреної. Пиляки від світло-пурпурового до жовтого кольору; пилок жовтий. 2n = 14.
Період цвітіння: травень — червень.

## Поширення
Ендемік західних США.
Населяє сухі, глинисті ґрунти; 1200–1900 м.